# Jenő Bory

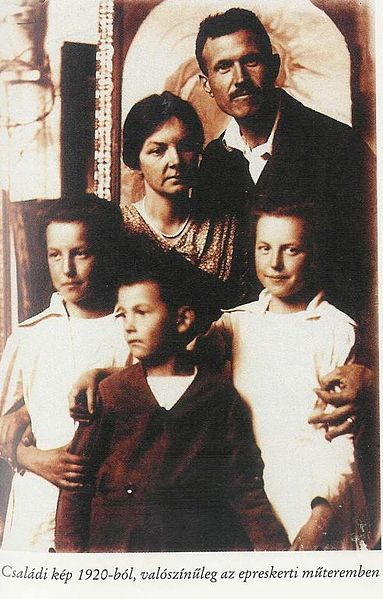
Jenő Bory im Kreis seiner Familie (1920)

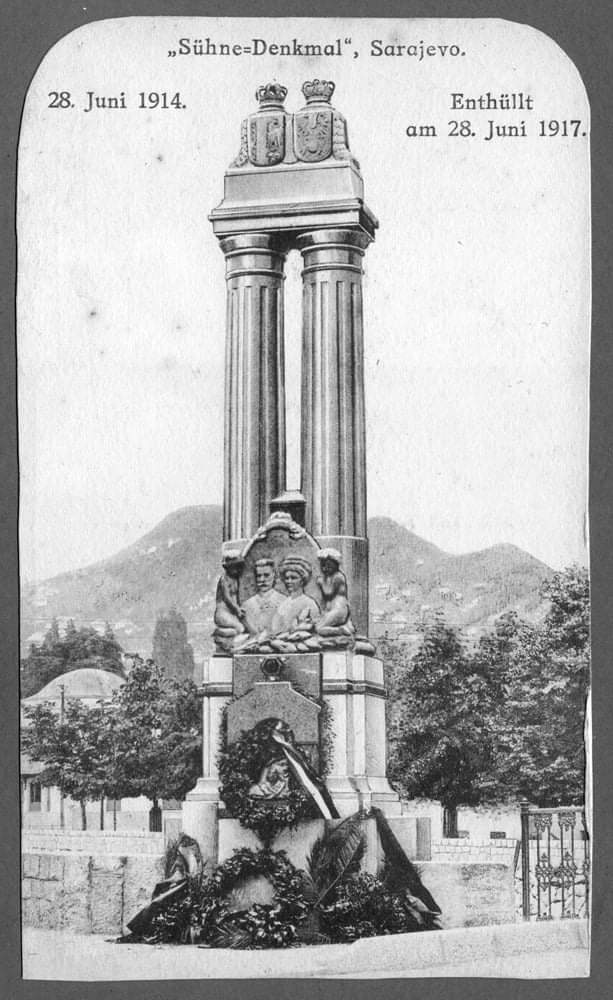
Das Sühne-Denkmal in Sarajewo

Jenő Bory (* 9. November 1879 in Székesfehérvár; † 20. Dezember 1959 ebenda) war ein ungarischer Bildhauer und Architekt.

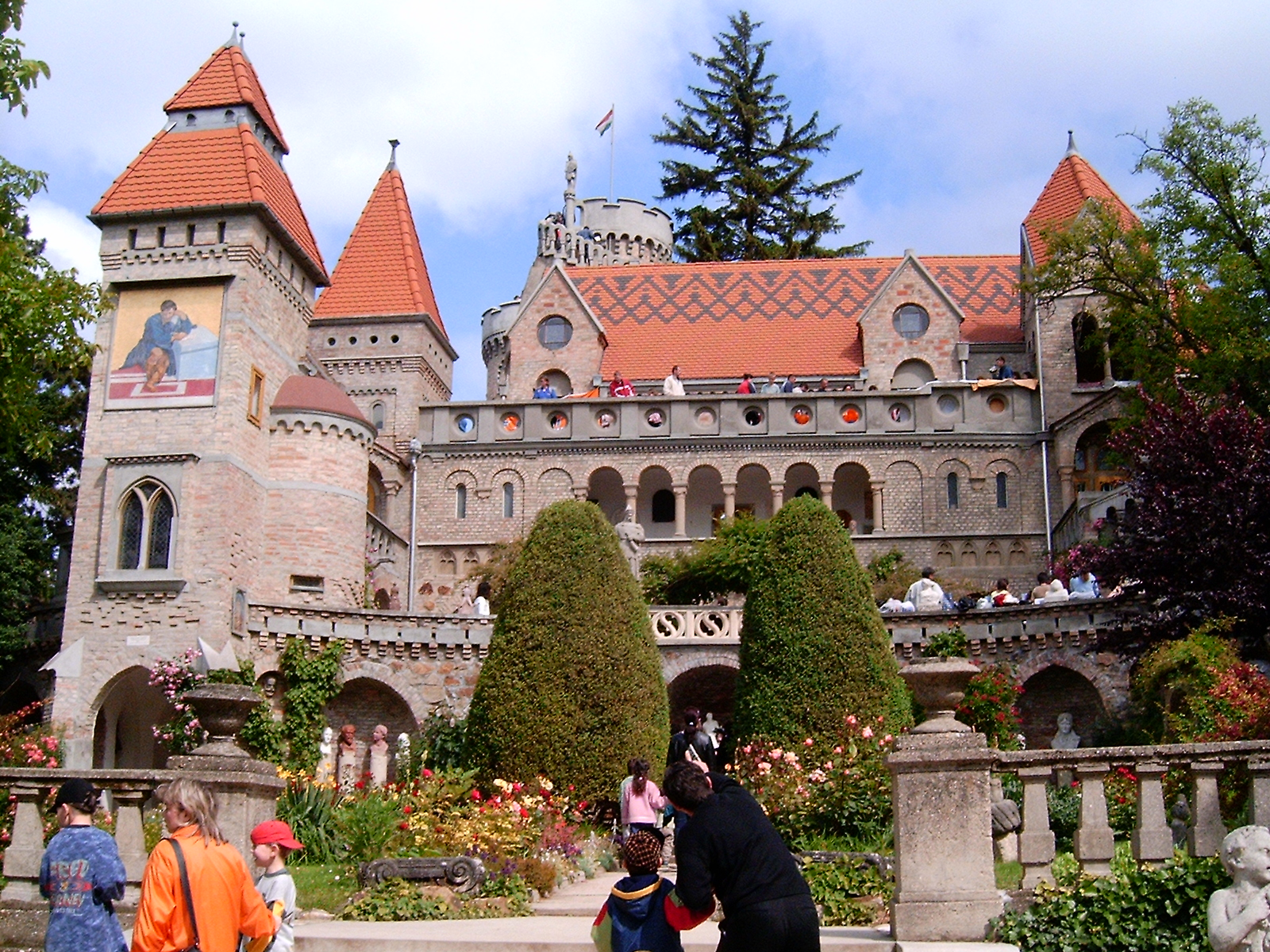
Bory Vár in Székesfehérvár

Der aus einer Familie mit sieben Kindern stammende Sohn eines Maschinenschlossers erwarb 1903 an der Technischen Hochschule Budapest einen Abschluss in Architektur, bevor er sich der Bildhauerei zuwandte. Des Weiteren erwarb er ein Diplom für Bauplastik unter Alajos Stróbl, als Maler war er Schüler von Bertalan Székely. Bory unternahm eine zweijährige Studienreise durch Deutschland und Italien. 1907 heiratete er die Malerin Ilona Komócsin (1885–1974), mit der er bis zu seinem Tod zusammenlebte. Das Ehepaar hatte drei Kinder: die Zwillingstöchter Ilona und Klára sowie den Sohn György.
Im Ersten Weltkrieg war er als künstlerischer Kriegsberichterstatter eingesetzt. 1911 bis 1946 lehrte er an der Budapester Akademie der Schönen Künste und an der Technischen Hochschule Budapest, zuletzt als Rektor der Akademie. Gemeinsam mit seiner Frau gestaltete er in seiner Heimatstadt in 41-jähriger Arbeit ein großes burgartiges Gebäude im Stil des romantischen Historismus, das als „Bory-Burg“ bekannt wurde und heute als Touristenattraktion fungiert.